# Demansia angusticeps
Espèce
Synonymes
- Diemenia angusticeps Macleay, 1888

Demansia angusticeps est une espèce de serpents venimeu de la famille des Elapidae.

## Répartition
Cette espèce est endémique d'Australie. Elle se rencontre dans le nord de l'Australie-Occidentale et dans le Territoire du Nord.

## Description
L'holotype de Demansia angusticeps, une femelle adulte, mesure 671 mm dont 152 mm pour la queue. Son dos est brun gris olivâtre ou brun et tire davantage sur le brun jaunâtre au niveau de la queue. Sa face ventrale est crème.

## Reproduction
Les serpents Demansia angusticeps sont une espèce ovipare.

## Taxinomie
Cette espèce a longtemps été considérée comme synonyme de Demansia olivacea, elle a été rétablie par Shea et Scanlon en 2007.

## Étymologie
Malgré l'absence d'explication de la part de Macleay quant à ce choix, il est probable que son nom d'espèce, du latin angustus, « fin, étroit », et ceps, « tête », lui a été donné en référence à sa longue tête effilée.

## Publication originale
- Macleay, 1888 : Notes on some ophidians from King's Sound, north-west Australia. Proceedings of the Linnean Society of New South Wales, sér. 2, vol. 3, p. 416-418 (texte intégral).